# Макмат, Роберт Рейнолдс
Роберт Рейнольдс Макмат (англ. Robert Raynolds McMath; 11 мая 1891, Детройт, Мичиган — 2 января 1962, Блумфилд-Хилс, Мичиган) — американский астроном, инженер-мостостроитель и бизнесмен.

## Биография
Отец Роберта, Фрэнсис С. Макмат, разбогател на строительстве мостов. Они оба проявляли большой интерес к любительской астрономии. Так, в 1922 году Макматы вместе с судьёй Генри С. Халбертом основали обсерваторию Макмат-Халберт в Лейк-Анджелус, штат Мичиган. Она была передана Мичиганскому университету в 1931 году, Роберт был директором обсерватории Макмата-Халберта до 1961 года.
В 1932 году Роберт расширил функциональность спектрогелиографа, чтобы он мог записывать киноизображения Солнца. Этот прибор известен как спектрогелиокинематограф; с его помощью он сделал удивительные фильмы солнечных бурь, показав эти особенности поверхности Солнца, которые длились от секунд до дней.
В 1933 году он и его отец получили медаль Джона Прайса Уэтерилла Института Франклина.
Роберт Макмат был советником Национального научного фонда в первые годы его существования и возглавлял комиссию, которая консультировала NSF по вопросу о необходимости национальной обсерватории. В итоге для Национальной обсерватории Китт-Пик (KPNO) было выбрано место на Китт-Пик, штат Аризона. Роберт Макмат вместе с выдающимся астрономом Китом Пирсом построил новый, более крупный солнечный телескоп на Китт-Пик, названный Солнечным телескопом Макмата — Пирса. Роберт Макмат был первым президентом Ассоциации университетов для исследований в области астрономии (AURA) с 1957 по 1958 год, а затем председателем правления AURA.